# 杉田康
杉田 康（すぎた こう、1930年10月23日 - ）は、日本の元俳優、華道家。東京市小石川区春日町（現：東京都文京区）出身。本名は杉田 康恕（すぎた やすのり）。

## 来歴・人物
旧制浦和中学校（現：埼玉県立浦和高等学校）、埼玉県立浦和高等学校、早稲田大学卒業。
大学で演劇と出会い、卒業と同時に俳優として大映東京撮影所に入社し、15年間映画やテレビドラマで活躍した。1972年、華道家である父・先代六世香翠より七世を継承。俳優から華道家に転身、桂古流・桂流の家元となる。日本いけばな芸術協会参与、さいたま市いけばな芸術協会会長、埼玉県いけばな連合会理事長を務める。

## 出演作品

### 映画
※『ブルークリスマス』、『THWAY 血の絆』以外大映作品。
- 泣き笑い地獄極楽（1955年） - 警官
- 火の驀走（1955年） - 三郎
- 浅草の鬼（1955年） - 新川六郎
- 誘拐魔（1955年） - 池田吾郎
- 十代の反抗（1955年） - 辰公
- 薔薇の絋道館（1956年） - 堀井猛
- 宇宙人東京に現わる（1956年） - 新聞記者
- 浅草の灯（1956年） - 仙吉
- 火花（1956年） - 坂口
- 屋根裏の女たち（1956年） - 田所
- 魔の花嫁衣裳（1956年） - 出光行三
- 惚れるな弥ン八（1956年） - 三日月
- 日本橋（1956年） - 葛木の同僚A
- 愛の海峡（1956年） - 学生
- 午後8時13分（1956年） - ミミズクの安
- 第三非常線（1956年） - 源二
- 高校生と殺人犯（1956年） - 福田刑事
- 君を愛す（1956年） - 松谷
- 銀河の都（1957年） - 勇
- 続・銀河の都（1957年） - 勇
- 慕情の河（1957年） - 南条
- 駅馬車襲わる（1957年） - 時田
- 満員電車（1957年） - 教師
- 女の肌（1957年） - 三枝
- 哀愁列車（1957年） - 井原
- ふるさと燈台（1957年） - 鈴木
- 九時間の恐怖（1957年） - 福田（静岡中央署次席）
- 透明人間と蝿男（1957年） - 羽島
- 健太と黒帯先生（1957年） - 鉄兄い
- 冥土の顔役（1957年） - 出っ歯の乾分
- 暖流（1957年） - 真岡
- 日露戦争勝利の秘史 敵中横断三百里（1957年） - 衛兵長
- 東京の瞳（1958年） - 矢野玄太
- 大都会の午前三時（1958年） - 香港の乙
- 母（1958年） - 杉下
- 氷壁（1958年） - 清水
- 愛河（1958年） - 事務員B
- 巨人と玩具（1958年） - プロデューサー
- 赤線の灯は消えず（1958年） - 鉄平
- 俺たちは狂っていない（1958年） - 野口一男
- 不敵な男（1958年） - ジェットの充秀
- 一粒の麦（1958年） - 武藤係官
- 都会という港（1958年） - 宮本
- 夜の素顔（1958年） - 記者B
- 共犯者（1958年） - 愚連隊の男
- 都会の牙（1959年） - 三田照夫
- 一刀斎は背番号6（1959年） - ロケットの源次
- いつか来た道（1959年） - 楽友会委員A
- 電話は夕方に鳴る（1959年） - 永井善兵
- 暴風圏（1959年） - 与太者
- 貴族の階段（1959年） - 相沢中佐
- 野火（1959年） - 兵隊
- 浮草（1959年） - 船着場の係
- 闇を横切れ（1959年） - 掛川紘一
- 旅情（1959年） - 河西
- からっ風野郎（1960年） - 錦貫
- 東京の女性（1960年） - 桜井
- 男は騙される（1960年） - 松村
- 犯罪6号地（1960年） - 秋田
- 女妖（1960年） - 常七
- 三人の顔役（1960年） - 鉄郎
- 傷ついた野獣（1960年）
- 足にさわった女（1960年） - 拳銃を売る男
- 誰よりも君を愛す（1960年） - KTV制作部員B
- 偽大学生（1960年） - 育川
- 轢き逃げ族（1960年） - 森谷丈治
- 弾痕街の友情（1960年） - 宮崎
- 婚期（1961年） - 支配人
- 新夫婦読本 若奥様は売れっ子（1961年） - 竹越康彦
- 女の勲章（1961年） - 倉田
- 泥だらけの拳銃（1961年） - 鉄三
- 可愛いめんどりが歌った（1961年） - 鳥山雄二
- 雑婚時代（1961年） - 諸岡則彰
- 七人のあらくれ（1961年） - 落合二曹
- 強くなる男（1961年） - 角丸組の乾分
- 家庭の事情（1962年） - 式場の司会
- ある関係（1962年） - 山崎
- 誘拐（1962年） - 木村繁房
- 黒蜥蜴（1962年） - 北村
- B・G物語 易入門（1962年） - 小杉
- 中山七里（1962年） - 藤八
- 鯨神（1962年） - シャキの父
- 秦・始皇帝（1962年） - 呉広
- 続・新悪名（1962年） - 大磯文次
- 地獄の刺客（1962年） - 目玉松
- 女の一生（1962年） - 松永
- 風神雷神（1962年） - 高木
- やくざの勲章（1962年） - 松岡竹一
- 温泉芸者（1963年） - 三村
- 背広の忍者（1963年）
- 黒の札束（1963年） - 山口三郎
- 嘘（1963年）
- 夜の配当（1963年） - 津田宣伝課長
- 黒の死球（1963年） - 芦沢
- ぐれん隊純情派（1963年） - 菊一
- 末は博士か大臣か（1963年） - 成瀬
- ど根性一代（1963年） - 南谷音吉
- 巨人 大隈重信（1963年） - 北畠治房
- 新忍びの者（1963年） - 名張の犬八
- 座頭市あばれ凧（1964年） - 松次（竹屋の代貸）
- 悪名太鼓（1964年）  - 砂沢
- 検事霧島三郎（1964年） - 須藤俊吉
- 乞食大将（1964年） - 弥助
- 大捜査網（1965年） - 大木
- 若親分（1965年） - 岩松
- 狸穴町0番地（1965年） - 藪小路
- 清作の妻（1965年） - 隠居の息子
- 復讐の牙（1965年） - 叶
- 六人の女を殺した男（1965年） - バーの客
- 続・兵隊やくざ（1965年） - 憲兵伍長
- 黒い誘惑（1965年） - 岡春彦
- ほんだら剣法（1965年） - 小畑伊十郎
- 破れ証文（1966年） - 千石
- 復讐の切り札（1966年） - 今西
- 続・鉄砲犬（1966年） - 多々良余造
- 貴様と俺（1966年） - 春日
- 若親分あばれ飛車（1966年） - 紋次
- 白い巨塔（1966年） - 金井達夫
- 野良犬（1966年） - 千場
- 出獄の盃（1966年） - 笠松
- 陸軍中野学校 竜三号指令（1967年） - 呉武松
- 兵隊やくざ 俺にまかせろ（1967年） - 張
- にせ刑事（1967年） - 泊刑事
- 監獄への招待（1967年） - 鏑木刑事
- 勝負犬（1967年） - 船山徹
- 残侠の盃（1967年） - 板倉
- ブルークリスマス（1978年、東宝）
- THWAY 血の絆（2003年）

### テレビドラマ
- 刑事 第26話（1959年、CX）
- 疑惑 前編・後編（1960年、CX）
- 東芝土曜劇場（1960年、CX）
  - 第72話「赤い月」
  - 第82話「拳銃に賭ける」
- 東京タワーは知っている 第19話「二つのいのち」（1960年、CX）
- 図々しい奴（1963年、TBS / 大映テレビ室）
- 水の炎（1964年、NTV）
- 東京警備指令 ザ・ガードマン 第2話「黒い微笑」（1965年、TBS / 大映テレビ室）
- 三匹の侍 第4シリーズ 第26話「斬る」（1967年、CX）
- 風 第15話「見ろ!言え!聞け!」（1968年、TBS / 松竹）
- 大河ドラマ / 竜馬がゆく 第7話（1968年、NHK） - 戸梶源蔵
- 特別機動捜査隊 第328話「消えた女狐」（1968年、NET / 東映）
- 平四郎危機一発 第25話「俺を洗え!」（1968年、TBS / 国際放映）
- 大奥（1968年、関西テレビ / 東映） - 田沼意知
- 太陽野郎 第22話「いのち」（1968年、NTV / 東宝）
- キイハンター 第5話「必殺の瞬間」（1968年、TBS / 東映）
- 昔三九郎（1968年、NTV / 東宝）
  - 第11話「危し三九郎」
  - 第14話「仇討のからくり」
  - 第15話「解決」
- 銭形平次 第125話「夕顔の秘密」（1968年、CX）
- 怪奇大作戦 第2話「人喰い蛾」（1968年、TBS / 円谷プロ） - 宇野（マルス自動車秘書課）

## 書籍
- 著書「やさしいいけ花入門」（1995年、金園社）
- 「いま見ているのが夢なら止めろ、止めて写真に撮れ。小西康陽責任編集・大映映画スチール写真集」（2018年、DU BOOKS） - インタビューページに登場